# Ла-Баль-да-Буї
Ла-Баль-да-Буї́ (кат. La Vall de Boí) - муніципалітет, розташований в Автономній області Каталонія, в Іспанії. Знаходиться у районі (кумарці) Алта-Рібагорса провінції Лєйда, згідно з новою адміністративною реформою перебуватиме у складі Баґарії (округи) Ал Пірінеу і Аран.

## Населення
Населення міста (у 2007 р.) становить 1.049 осіб (з них менше 14 років - 10,5%, від 15 до 64 - 74,2%, понад 65 років - 15,3%). У 2006 р. народжуваність склала 1 особа, смертність - 10 осіб, зареєстровано 4 шлюби. У 2001 р. активне населення становило 453 особи, з них безробітних - 21 особа.

Серед осіб, які проживали на території міста у 2001 р., 757 народилися в Каталонії (з них 457 осіб у тому самому районі, або кумарці), 91 особа приїхала з інших областей Іспанії, а 21 особа приїхала з-за кордону. 

Університетську освіту має 13% усього населення. 

У 2001 р. нараховувалося 350 домогосподарств (з них 39,1% складалися з однієї особи, 21,4% з двох осіб,16% з 3 осіб, 11,7% з 4 осіб, 6% з 5 осіб, 3,7% з 6 осіб, 0,3% з 7 осіб, 0,6% з 8 осіб і 1,1% з 9 і більше осіб).

Активне населення міста у 2001 р. працювало у таких сферах діяльності : у сільському господарстві - 11,6%, у промисловості - 9%, на будівництві - 10,2% і у сфері обслуговування - 69,2%. 

 У муніципалітеті або у власному районі (кумарці) працює 411 осіб, поза районом - 110 осіб.

### Безробіття
У 2007 р. нараховувалося 9 безробітних (у 2006 р. - 3 безробітних), з них чоловіки становили 22,2%, а жінки - 77,8%.

## Економіка

### Підприємства міста

#### Промислові підприємства
| \| Промислові підприємства міста, за сферою діяльності \| Промислові підприємства міста, за сферою діяльності \| Промислові підприємства міста, за сферою діяльності \| \| Рік \| 2002 р. \| 2001 р. \| \| --------------------------------------------------- \| --------------------------------------------------- \| --------------------------------------------------- \| \| Енергетичні та водні ресурси \| 30% \| 30% \| \| Хімія та метали \| 10% \| 10% \| \| Переробка металів \| 10% \| 10% \| \| Продукти харчування \| 20% \| 20% \| \| Текстиль \| 10% \| 10% \| \| Виробництво меблів, видання \| 20% \| 20% \| \| Інше \| 0% \| 0% \| \| Усього підприємств \| 10 \| 10 \| |         |         |
| Промислові підприємства міста, за сферою діяльності |         |         |
| Рік | 2002 р. | 2001 р. |
| Енергетичні та водні ресурси | 30%     | 30%     |
| Хімія та метали | 10%     | 10%     |
| Переробка металів | 10%     | 10%     |
| Продукти харчування | 20%     | 20%     |
| Текстиль | 10%     | 10%     |
| Виробництво меблів, видання | 20%     | 20%     |
| Інше | 0%      | 0%      |
| Усього підприємств | 10      | 10      |

#### Роздрібна торгівля
| \| Підприємства роздрібної торгівлі міста, за сферою діяльності \| Підприємства роздрібної торгівлі міста, за сферою діяльності \| Підприємства роздрібної торгівлі міста, за сферою діяльності \| \| Рік \| 2002 р. \| 2001 р. \| \| ------------------------------------------------------------ \| ------------------------------------------------------------ \| ------------------------------------------------------------ \| \| Продукти харчування \| 41,9% \| 44% \| \| Одяг та взуття \| 3,2% \| 4% \| \| Товари для дому \| 6,5% \| 0% \| \| Книги та періодичні видання \| 9,7% \| 8% \| \| Промислова хімічна продукція \| 12,9% \| 16% \| \| Продукція, пов'язана з транспортними засобами \| 0% \| 0% \| \| Інше \| 25,8% \| 28% \| \| Усього підприємств \| 31 \| 25 \| |         |         |
| Підприємства роздрібної торгівлі міста, за сферою діяльності |         |         |
| Рік | 2002 р. | 2001 р. |
| Продукти харчування | 41,9%   | 44%     |
| Одяг та взуття | 3,2%    | 4%      |
| Товари для дому | 6,5%    | 0%      |
| Книги та періодичні видання | 9,7%    | 8%      |
| Промислова хімічна продукція | 12,9%   | 16%     |
| Продукція, пов'язана з транспортними засобами | 0%      | 0%      |
| Інше | 25,8%   | 28%     |
| Усього підприємств | 31      | 25      |

#### Сфера послуг
| \| Підприємства міста, що працюють у сфері послуг, за діяльністю \| Підприємства міста, що працюють у сфері послуг, за діяльністю \| Підприємства міста, що працюють у сфері послуг, за діяльністю \| \| Рік \| 2002 р. \| 2001 р. \| \| ------------------------------------------------------------- \| ------------------------------------------------------------- \| ------------------------------------------------------------- \| \| Гуртова торгівля \| 0% \| 0% \| \| Готелі та готельний бізнес \| 60,5% \| 63,9% \| \| Транспорт та зв'язок \| 16,9% \| 15,6% \| \| Посередницькі фінансові послуги \| 1,6% \| 1,6% \| \| Послуги підприємствам \| 0% \| 0% \| \| Послуги фізичним особам \| 10,5% \| 9,8% \| \| Нерухомість та ін. \| 10,5% \| 9% \| \| Усього підприємств \| 124 \| 122 \| |         |         |
| Підприємства міста, що працюють у сфері послуг, за діяльністю |         |         |
| Рік | 2002 р. | 2001 р. |
| Гуртова торгівля | 0%      | 0%      |
| Готелі та готельний бізнес | 60,5%   | 63,9%   |
| Транспорт та зв'язок | 16,9%   | 15,6%   |
| Посередницькі фінансові послуги | 1,6%    | 1,6%    |
| Послуги підприємствам | 0%      | 0%      |
| Послуги фізичним особам | 10,5%   | 9,8%    |
| Нерухомість та ін. | 10,5%   | 9%      |
| Усього підприємств | 124     | 122     |

## Житловий фонд
У 2001 р. 12,9% усіх родин (домогосподарств) мали житло метражем до 59 м2, 34% - від 60 до 89 м2, 26% - від 90 до 119 м2 і
27,1% - понад 120 м2.

З усіх будівель у 2001 р. 11,2% було одноповерховими, 24,9% - двоповерховими, 59,3
% - триповерховими, 4,4% - чотириповерховими, 0,3% - п'ятиповерховими, 0% - шестиповерховими,
0% - семиповерховими, 0% - з вісьмома та більше поверхами.

## Автопарк
| \| Автомобілі, зареєстровані у місті, за призначенням \| Автомобілі, зареєстровані у місті, за призначенням \| Автомобілі, зареєстровані у місті, за призначенням \| \| Рік \| 2006 р. \| 2005 р. \| \| -------------------------------------------------- \| -------------------------------------------------- \| -------------------------------------------------- \| \| Приватні автомобілі \| 60,3% \| 60,4% \| \| Мотоцикли \| 8,5% \| 8,3% \| \| Вантажівки \| 26,1% \| 26,4% \| \| Трактори \| 0% \| 0% \| \| Автобуси та ін. \| 5,1% \| 4,9% \| \| Усього автомобілів \| 744 шт. \| 700 шт. \| |         |         |
| Автомобілі, зареєстровані у місті, за призначенням |         |         |
| Рік | 2006 р. | 2005 р. |
| Приватні автомобілі | 60,3%   | 60,4%   |
| Мотоцикли | 8,5%    | 8,3%    |
| Вантажівки | 26,1%   | 26,4%   |
| Трактори | 0%      | 0%      |
| Автобуси та ін. | 5,1%    | 4,9%    |
| Усього автомобілів | 744 шт. | 700 шт. |

## Вживання каталанської мови
У 2001 р. каталанську мову у місті розуміли 99,5% усього населення (у 1996 р. - 100%), вміли говорити нею 95,1% (у 1996 р. - 
99,5%), вміли читати 94% (у 1996 р. - 98,5%), вміли писати 66,3
% (у 1996 р. - 65%). Не розуміли каталанської мови 0,5%.

## Політичні уподобання
У виборах до Парламенту Каталонії у 2006 р. взяло участь 430 осіб (у 2003 р. - 470 осіб). Голоси за політичні сили розподілилися таким чином:
| \| Вибори до Парламенту Каталонії \| Вибори до Парламенту Каталонії \| Вибори до Парламенту Каталонії \| \| Рік \| 2006 р. \| 2003 р. \| \| -------------------------------------- \| ------------------------------ \| ------------------------------ \| \| Конвергенція та Єднання (CiU) \| 42,3% \| 50% \| \| Соціалістична партія Каталонії (PSC) \| 18,6% \| 15,3% \| \| Народна партія (PP) \| 2,6% \| 3,2% \| \| Ініціатива за зелену Каталонію (IC) \| 12,6% \| 5,5% \| \| Республіканська лівиця Каталонії (ERC) \| 21,9% \| 25,1% \| \| Громадянська партія (C's) \| 0% \| 0% \| \| Інші \| 2,1% \| 0,9% \| |         |         |
| Вибори до Парламенту Каталонії |         |         |
| Рік | 2006 р. | 2003 р. |
| Конвергенція та Єднання (CiU) | 42,3%   | 50%     |
| Соціалістична партія Каталонії (PSC) | 18,6%   | 15,3%   |
| Народна партія (PP) | 2,6%    | 3,2%    |
| Ініціатива за зелену Каталонію (IC) | 12,6%   | 5,5%    |
| Республіканська лівиця Каталонії (ERC) | 21,9%   | 25,1%   |
| Громадянська партія (C's) | 0%      | 0%      |
| Інші | 2,1%    | 0,9%    |

У муніципальних виборах у 2007 р. взяло участь 524 особи (у 2003 р. - 367 осіб). Голоси за політичні сили розподілилися таким чином:
| \| Муніципальні вибори \| Муніципальні вибори \| Муніципальні вибори \| \| Рік \| 2007 р. \| 2003 р. \| \| -------------------------------------- \| ------------------- \| ------------------- \| \| Конвергенція та Єднання (CiU) \| 17,4% \| 100% \| \| Соціалістична партія Каталонії (PSC) \| 62% \| 0% \| \| Народна партія (PP) \| 0% \| 0% \| \| Ініціатива за зелену Каталонію (IC) \| 0% \| 0% \| \| Республіканська лівиця Каталонії (ERC) \| 0% \| 0% \| \| Громадянська партія (C's) \| 0% \| 0% \| \| Інші \| 20,6% \| 0% \| |         |         |
| Муніципальні вибори |         |         |
| Рік | 2007 р. | 2003 р. |
| Конвергенція та Єднання (CiU) | 17,4%   | 100%    |
| Соціалістична партія Каталонії (PSC) | 62%     | 0%      |
| Народна партія (PP) | 0%      | 0%      |
| Ініціатива за зелену Каталонію (IC) | 0%      | 0%      |
| Республіканська лівиця Каталонії (ERC) | 0%      | 0%      |
| Громадянська партія (C's) | 0%      | 0%      |
| Інші | 20,6%   | 0%      |

## Історія та культура

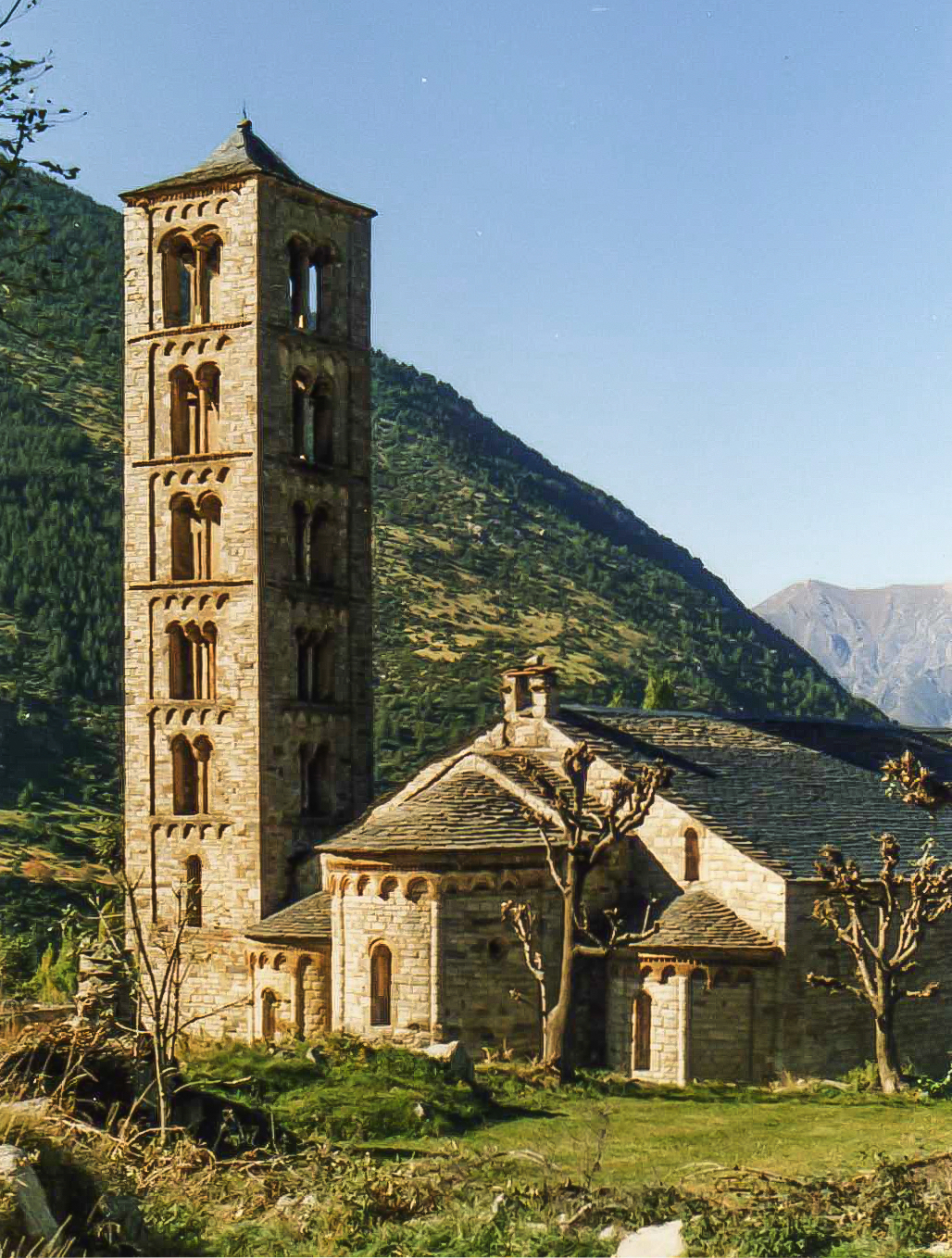
Церква Св. Климента та Св. Марії Таульських

Див. також Романські церкви з долини Буї.

30 листопада 2000 р. 9 католицьких церков - Св. Климента та Св. Марії Таульських, (кат. Sant Climent i Santa Maria de Taüll), Св. Феліу Баррерського (кат. Sant Feliu de Barruera), Св. Івана Буїського (кат. Sant Joan de Boí), Св. Аулалії з Аріль ла Баль (кат. Santa Eulàlia d'Erill la Vall), Св. Марії з Асумпсьйо да Коль (кат. Santa Maria de l'Assumpció de Cóll), Св. Марії Кардетської (кат. Santa Maria de Cardet), Церква Різдва з Дурру (кат. Església de la Nativitat de Durro) та Скит Св. Кірка з Дурру (кат. Ermita de Sant Quirc de Durro) - побудованих у романському каталонському стилі, які заходяться у долині Буї у районі (кумарці) Алта Рібагорса, було проголошено спадком людства ЮНЕСКО. 
Ці споруди було побудовано між XI та XIV ст. у стилі, поширеному у той час у Ломбардії. Особливо цікавими є дзвіниці цих церков та настінні розписи, частина з яких зараз зберігається у Національному музеї мистецтва Каталонії у Барселоні.